# 11401 Pierralba
11401 Pierralba (1999 AF25) là một tiểu hành tinh vành đai chính được phát hiện ngày 15 tháng 1 năm 1999 bởi Khảo sát tiểu hành tinh OCA-DLR ở Caussols.